# Багаж
Бага́ж — законодавчий термін. У сфері внутрішніх та міжнародних перевезень, перевезень різними видами транспорту, у національному законодавстві різних країн визначення терміна може істотно відрізнятись.

## Багаж у сфері морських перевезень
Бага́ж — будь-який предмет чи автомашина, що перевозяться перевізником за договором перевезення, за винятком:
- а) речей або автомашин, що перевозяться за договором фрахтування, коносаментом чи іншим договором, який стосується головним чином перевезення вантажів, і
- b) живих тварин.[1][2]

Каю́тний бага́ж — багаж, який знаходиться в каюті пасажира або іншим чином знаходиться в його володінні, під його охороною чи його контролем. Каютний багаж включає багаж, що його пасажир має у своїй автомашині або на ній.

## Багаж у сфері авіаційних перевезень
Багаж за визначенням ІАТА це предмети, майно та інша особиста власність пасажира, призначена для носіння або використання цим пасажиром, або необхідна для його комфорту або зручності під час мандрувань.

Багаж поділяють на два види:
- нереєструємий багаж;
- реєструємий багаж.

1. Реєструємий багаж

Багаж, що представлено для реєстрації та за який пасажиру надано квитанцію. Багаж важиться, помічається ярликом та транспортується в багажному відсіку літака. Ярлик до багажу або квитанція звичайно кріпиться до квитка пасажира та використовується як засіб ідентифікації при прибутті.

2 Нереєструємий багаж

Він також зветься ручною поклажею, транспортується разом з пасажиром та розміщується на полицях над пасажирськими місцями під час рейсу. Компактний багаж може бути розташований під сидінням пасажира. Предмети, які мають розміри або вагу більші за граничні обмеження для ручної поклажі, підлягають перевезенню в багажному відсіку.

### Норми ручної поклажі
Преміум клас (іноді бізнес клас):
- 1 валіза 23х35х55 см (9х14х22 дюйми) або 
- 1 складний мішок для одягу 20 см (8 дюймів) завтовшки в складеному вигляді, плюс 1 портфель або портативний комп'ютер;
- Загальна комбінована вага 10 кг (22 фунти).
Економ клас:
- 1 предмет з максимальними розмірами 115 см (45 дюймів): або
- 1 валіза 23х35х55 см (9х14х22 дюйми);
- Загальна вага: 5 кг (11 фунтів).

### Норми безкоштовного перевезення багажу на авіаційному транспорті
Розмір норми безкоштовного перевезення багажу вказують у квитку та як правило він становить для більшості міжнародних рейсів — або 20 кг, або два предмети багажу. Норми для безкоштовного перевезення багажу стосуються як реєструємого, так і нереєструємого багажу. Для реєстрації багажу використовуються дві системи — предметна система та система збору за фактичною масою.

Дітям надається повна норма безкоштовного перевезення багажу. Малята, які не займають особистого місця в літаку мають такі норми безкоштовного провезення багажу:
За системою збору з фактичної маси:
- 10 кг (22 фунти);
- 1 реєструємий або нереєструємий повністю розкладний дитячий візок, дитяче сидіння або кошик для носіння немовлят.

За предметною системою:

- 1 предмет, сума трьох вимірів якого не перевищує 115 см або 45 дюймів;
- 1 реєструємий або нереєструємий повністю розкладний дитячий візок, дитяче сидіння або кошик для носіння немовлят.